# Ludovic d'Ursel
Ludovic-Marie d'Ursel (Hingene, 28 februari 1809 - Watermaal-Bosvoorde, 13 oktober 1886) was een Belgisch politicus voor de Katholieke Partij uit het Huis Ursel.

## Levensloop
Graaf Ludovic d'Ursel was de derde van de vijf kinderen van hertog Charles-Joseph d'Ursel (1777-1860) en van Marie-Jeanne Ferrero-Fieschi de MasseranoIn (1779-1847). Senator Léon d'Ursel was de oudste zoon. Ludovic trouwde met Marie Louise Eve Gueulluy de Rumigny (Stockholm, 1820 - Brussel, 1872) en ze kregen zeven kinderen, onder wie vier zoons die voor een talrijk nageslacht d'Ursel zorgden. Een van hen was Charles d'Ursel, gouverneur van Henegouwen en van West-Vlaanderen.
In 1857 werd Ludovic katholiek volksvertegenwoordiger voor het arrondissement Mechelen en vervulde dit mandaat tot in 1868. In 1878 werd hij verkozen tot senator voor hetzelfde arrondissement, en behield dit mandaat tot aan zijn dood. 